# Liste der höchsten Gebäude in der Türkei
Liste der höchsten Gebäude der Türkei (Stand 2024)
| Rang | Name                                                    | Stadt    | Höhe (Meter) | Stockwerke | Jahr |
| ---- | ------------------------------------------------------- | -------- | ------------ | ---------- | ---- |
| 1    | Central Bank of the Republic of Turkey Tower            | Istanbul | 352          | 59         | 2024 |
| 2    | Skyland Office Tower                                    | Istanbul | 293          | 65         | 2017 |
| 3    | Skyland Residential Tower                               | Istanbul | 293          | 64         | 2017 |
| 4    | Metropol Tower Istanbul                                 | Istanbul | 280          | 58         | 2017 |
| 5    | Sapphire of Istanbul                                    | Istanbul | 261          | 66         | 2010 |
| 6    | Mahall Bomonti                                          | Izmir    | 242          | 58         | 2024 |
| 7    | The Address Residence Sky View Istanbul                 | Istanbul | 229          | 50         | 2020 |
| 8    | Istanbul International Finance Center Vakifbank Tower 1 | Istanbul | 221          | 43         | 2023 |
| 9=   | Nurol Life                                              | Istanbul | 220          | 60         | 2018 |
| 9=   | Istanbul Tower 205                                      | Istanbul | 220          | 54         | 2019 |
| 10   | Istanbul International Finance Center Ziraat Tower 1    | Istanbul | 219          | 46         | 2022 |
| 11   | Mistral Office Tower                                    | Izmir    | 216          | 48         | 2017 |
| 12   | Istanbul International Finance Center Halkbank Tower 1  | Istanbul | 208          | 45         | 2023 |
| 13   | Spine Tower                                             | Istanbul | 202          | 47         | 2014 |
| 14=  | Folkart Towers A                                        | İzmir    | 200          | 46         | 2014 |
| 14=  | Folkart Towers B                                        | İzmir    | 200          | 46         | 2014 |